# Индульф (военачальник)
Индульф (др.-греч. Ἰνδούλφ), или Гундульф (Γουνδούλφ); VI век) — остготский военачальник в заключительный период Готской войны.

## Биография
Согласно Прокопию Кесарийскому, Индульф был по происхождению варваром, возможно, готом. Копьеносец, состоял в числе телохранителей Велисария. По словам Прокопия Кесарийского, «храбрый и энергичный» Индульф «был случайно оставлен в Италии» Велисарием, в 549 году во второй раз покинувшим италийский театр военных действий, после чего «без всякого основания перешел на сторону Тотилы и готов».
По-видимому, в середине лета 549 года Тотила поручил Индульфу произвести высадку на далматинском побережье. Подойдя морем к поселению Мовикур, неподалеку от Салоны, Индульф обманул население, выдав себя за римского военачальника и человека Велисария, обманом ввел войска в город, после чего перебил жителей. Двигаясь вдоль побережья, он подступил к крепости Лавреате, уничтожая всех, кто выходил ему навстречу. Командовавший в Салоне Клавдиан направил в Лавреате войско на быстроходных кораблях (дромонах), но в морском сражении у крепости византийцы были разбиты и бежали по суше, бросив боевые корабли и транспорты с хлебом и другим продовольствием.
Под 551 годом Прокопий помещает морское сражение у Анконы. По его словам, Тотила направил армию в Пиценскую область, дабы овладеть Анконой. Вот главе войска стояли Скипуар, Гибал и Индульф, получившие от короля 47 военных кораблей для организации морской блокады. Осада затянулась и в крепости начался голод. Византийский командующий Валериан, находившийся в Равенне, связался с Иоанном, внуком Виталиана, командовавшим в Салоне, и предложил провести совместную операцию по деблокированию города. Вопреки повелению Юстиниана, приказавшего ограничиться обороной, Иоанн направил в Скардону, на италийское побережье, 38 кораблей, к которым вскоре присоединился Валериан с 12 кораблями.
Объединенная армия высадилась у Сены Галльской. Готы направили против них все корабли под командованием Гибала и Индульфа. В жестоком абордажном бою византийцы взяли верх, благодаря хорошей выучке экипажей. Гибала римляне взяли в плен, а Индульфу удалось бежать на 11 кораблях. Высадившись на берег, он их сжег, и по суше отступил к Анконе, осаду которой после этого пришлось снять.
Последний раз Прокопий упоминает Индульфа под 552 годом, в связи с битвой при Молочной горе, в которой тот участвовал. После гибели короля Тейи часть готов, не желавшая подчиняться императору, просила Нарсеса о пропуске за пределы римской территории, чтобы жить среди других варваров, и обещая не поднимать более оружия против римлян. Византийский командующий согласился, и около тысячи готов, одним из предводителей которых был Индульф, ушли в Тицин и другие места к северу от Пада.

## В беллетристике
Индульф является главным героем романа Валентина Иванова «Русь изначальная». Фантазией романиста он превращен из германца в поднепровского славянина, отправившегося на поиски приключений в Средиземноморье.